# Karosa B 941

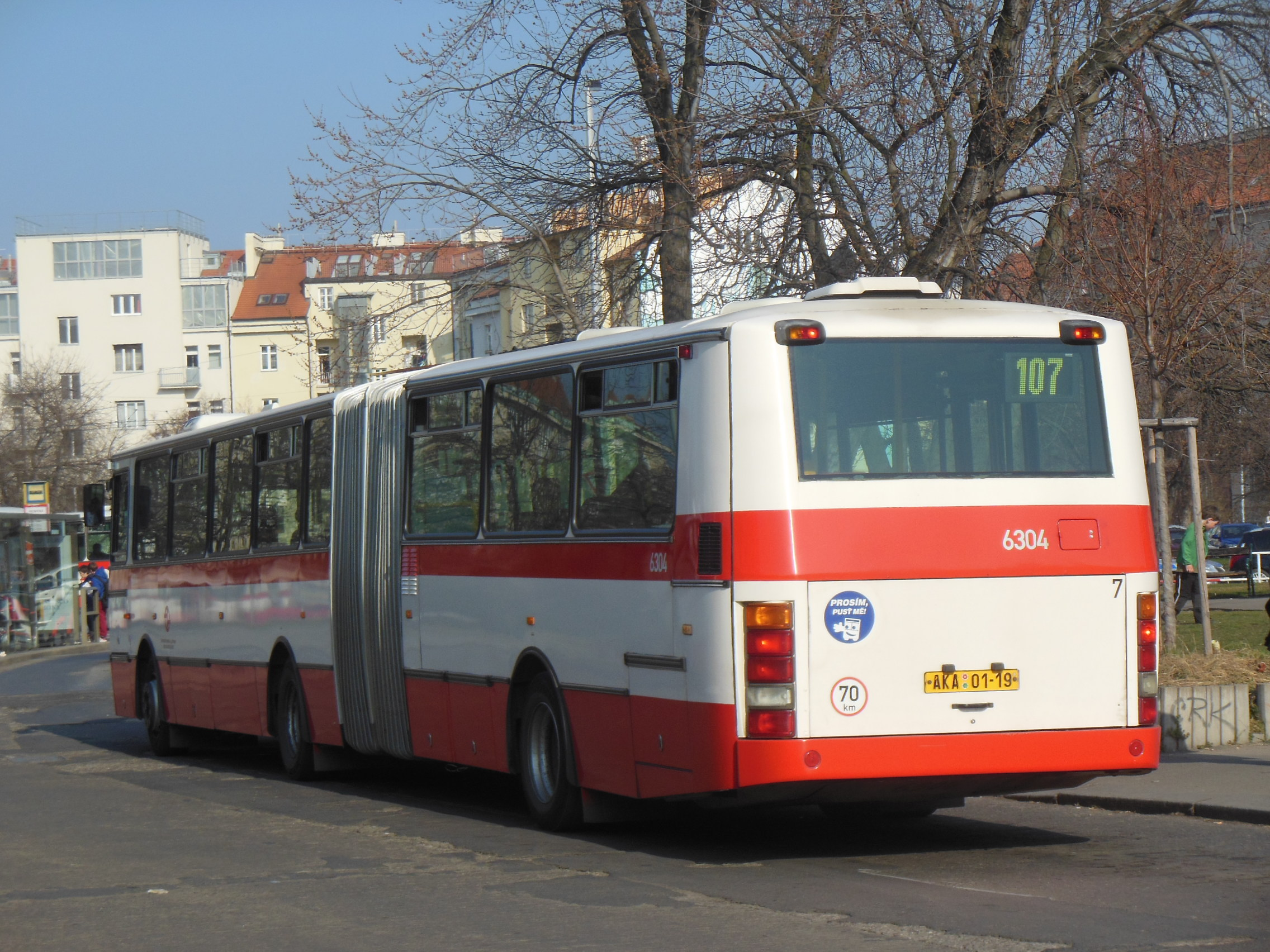
Вид сзади

Karosa B 941 — городской сочленённый заднеприводный автобус особо большой вместимости, производившийся компанией Karosa в городе Високе-Мито в 1997—2002 годах.

## История
Автобус Karosa B 941 представляет собой преемник автобуса Karosa B 741, от которого является производным. Кузов автобуса полусамонесущий, рамный. Двигатель расположен сзади.
Подвеска автобуса пневматическая. Справа присутствует четверо входных выдвижных дверей, причём первая и последняя по габаритам более узкие, чем вторая и третья. В салоне присутствуют пластиковые сиденья Vogelsitze или Fainsa. Кабина водителя отделена от салона застеклённой перегородкой.
В середине салона и на задней площадке присутствуют места для колясок. В 1999 году автобус был модернизирован и получил название Karosa B 941E. Всего было выпущено 335 экземпляров.

## Модификации[1]
- Karosa B 941.1930
- Karosa B 941.1932
- Karosa B 941.1934
- Karosa B 941.1936
- Karosa B 941.1942
- Karosa B 941.1960
- Karosa B 941E.1956
- Karosa B 941E.1962
- Karosa B 941E.1964
- Karosa B 941E.1966

## Галерея

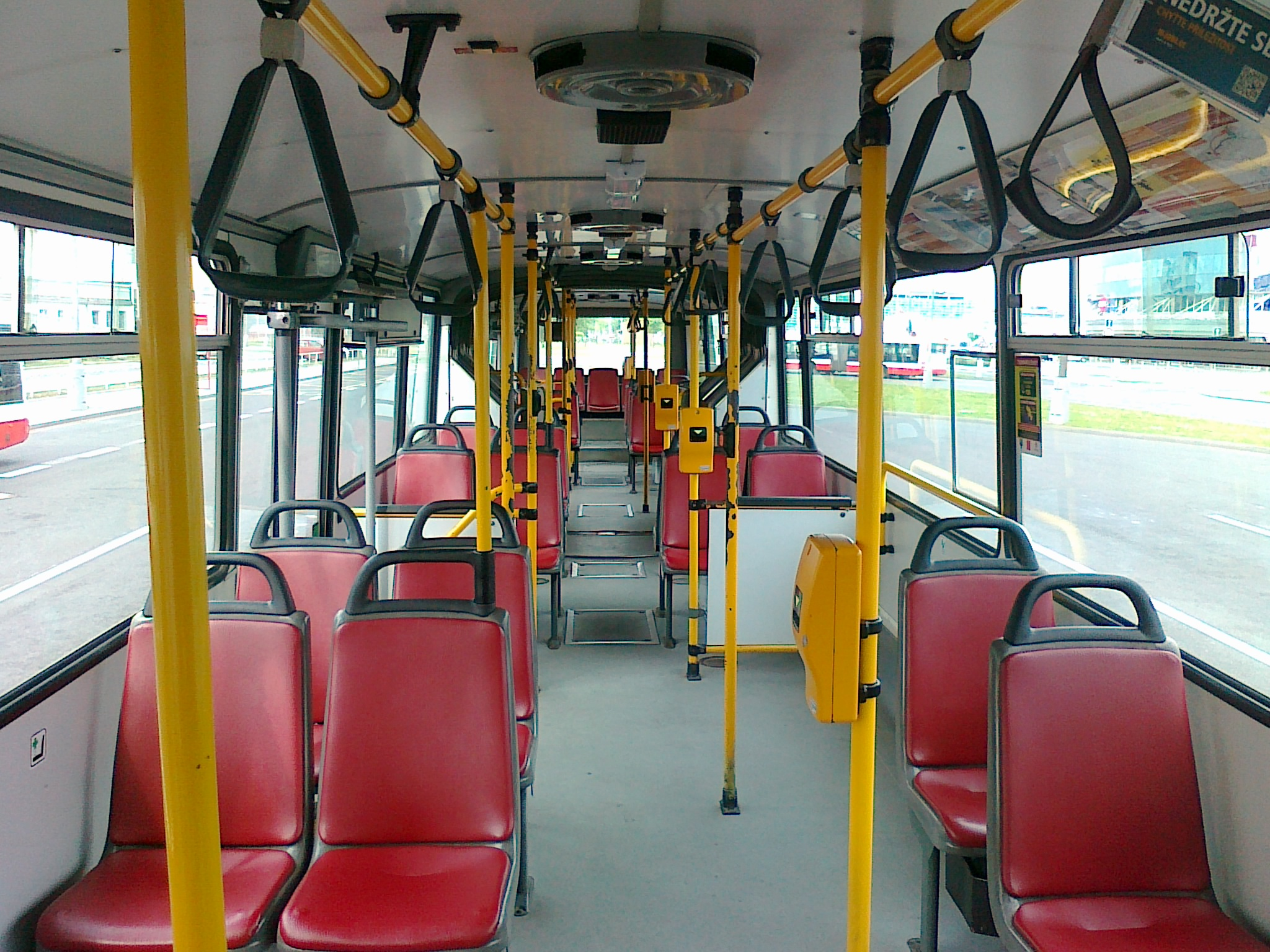
Салон, вид назад
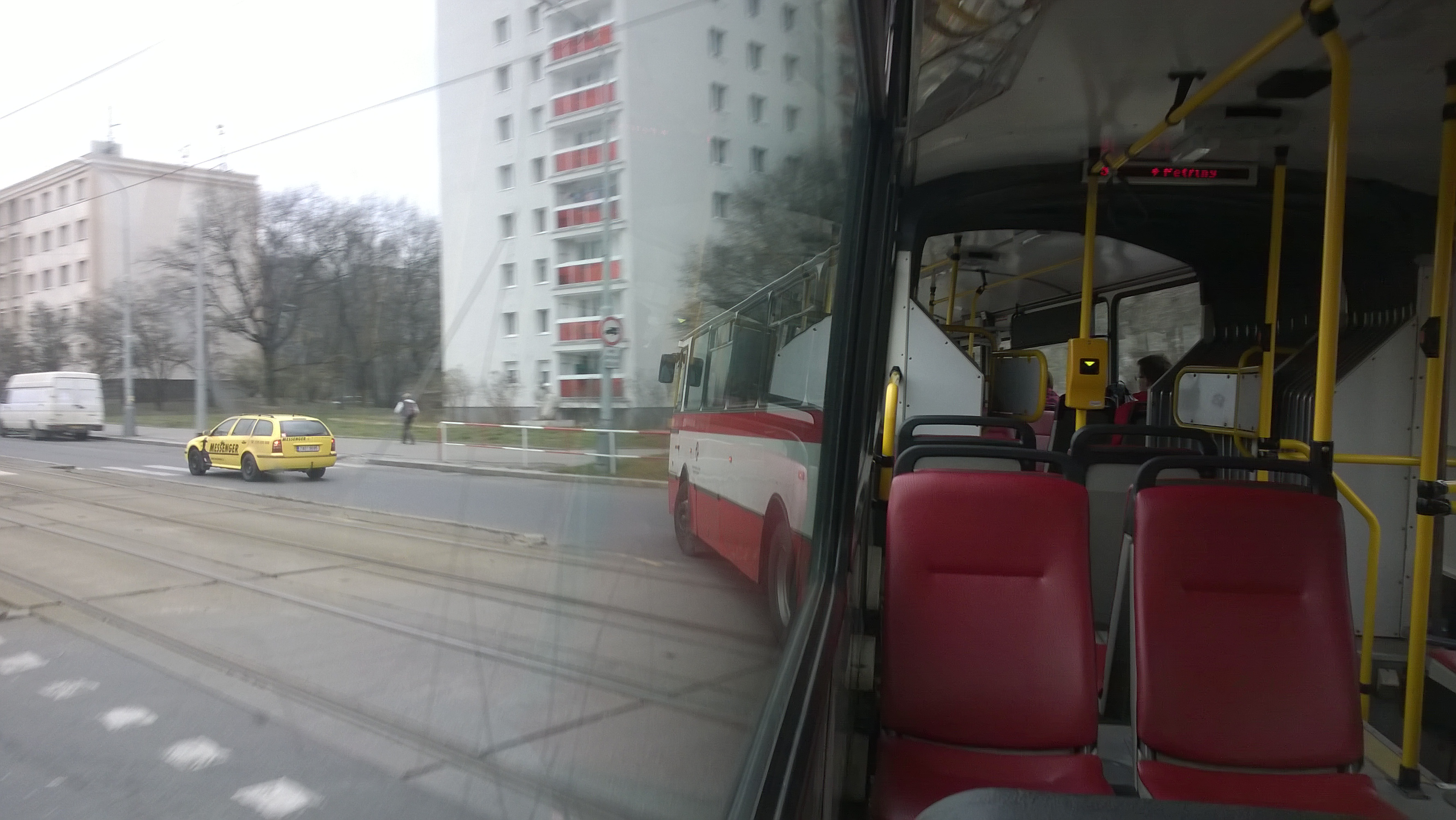
Салон, вид вперёд при повороте налево